# Radio fips
Radio fips (Filstal-Powerstation) ist ein Freies Radio aus Göppingen. Er wird vom Verein Freies Radio Göppingen e. V. betrieben, der sich aus Mitgliedsbeiträgen, Spendengeldern und Sponsoring finanziert. Der Claim des Senders lautet Und das Radio lebt.

## Geschichte
Der Verein  Freies Radio Göppingen e. V. wurde im Jahr 1998 gegründet. Im Mai 2004 wurde dann Radio fips als Internetradio gestartet und außerdem als Krankenhausfunk in die Netze der zwei Standorte der Alb Fils Kliniken eingespeist. In den Jahren 2011, 2012 und 2013 war Radio fips als Veranstaltungsradio terrestrisch zu empfangen. Im August 2014 erhielt Radio fips von der Landesanstalt für Kommunikation eine fünfjährige Lizenz zur Nutzung der terrestrischen Frequenz 89,0 MHz. Diese wurde am 16. September 2014 in Betrieb genommen und Radio fips gleichzeitig in das Göppinger Kabelnetz von KabelBW (heute Unitymedia) auf der Frequenz 99,2 MHz eingespeist. Da auch weite Teile des Landkreises Esslingen an das Göppinger Kabelnetz angeschlossen sind, ist der Sender auch dort im Kabel zu empfangen.

## Programm
Das Programm von Radio fips besteht mehrheitlich aus Musik. Da sich der Sender nicht an den Vorgaben des Formatradios orientiert, ist die Musikauswahl vielfältig und reicht von Schlager über Oldies bis Techno sowie aktueller Musik aus den Charts. Es werden auch ein- bis mehrstündige Informationssendungen ausgestrahlt. Der außerhalb gebuchter Programmstrecken gesendete fipsmix wurde um 2014 noch überwiegend mit Moderation gesendet, doch diese entfiel wenige Monate später. Mit dem Wegfall der Moderation wurde die Playlist überwiegend auf alternative Musikrichtungen außerhalb des Mainstreams umgestellt.
Von 2014 bis 2017 sendete die Filstalwelle montags bis freitags von 16 bis 18 Uhr unter dem Namen Filstalwelle Feierabend ein Programmfenster auf Radio fips. Es wurde ein Musikprogramm im Hörfunkformat Hot-AC, Veranstaltungstipps sowie Welt- und Regionalnachrichten, Verkehrsservice und Wetter gesendet. Dies war die einzige Sendung auf Radio fips in der Werbung ausgestrahlt wurde. Anfang des Jahres 2017 wurde der Filstalwelle Feierabend wieder eingestellt.

## Studios
Der Sender verfügt über zwei Studios in Göppingen sowie über ein Regionalstudio in Geislingen an der Steige.